# Айбак
Айба́к (дари ایبک Aybak) — город на севере Афганистана, административный центр провинции Саманган. Население — 9000 человек (оценка 2006).
9 августа 2021 года в ходе наступления после вывода американских войск город перешёл под контроль исламистского движения «Талибан».
По находкам в пещере Кара-Камар у Айбака выделен каракамарский вариант верхнего палеолита.
В окрестностях города находится Ступа Тахт-э Рустам, сооружение буддийской эпохи Афганистана.